# Colocleora ducleri
Colocleora ducleri là một loài bướm đêm trong họ Geometridae.